# Kirch-Göns

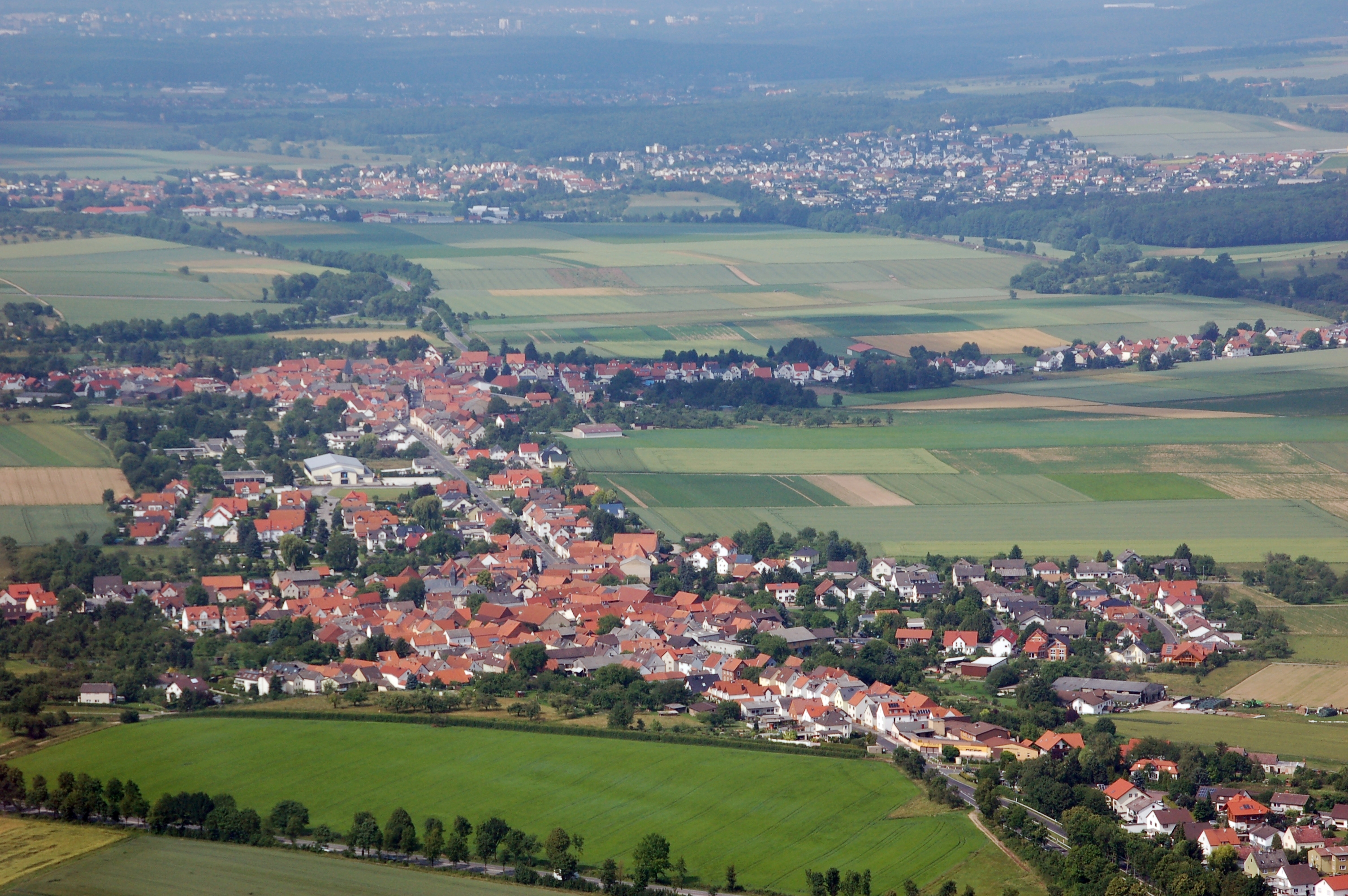
Luftaufnahme 2007

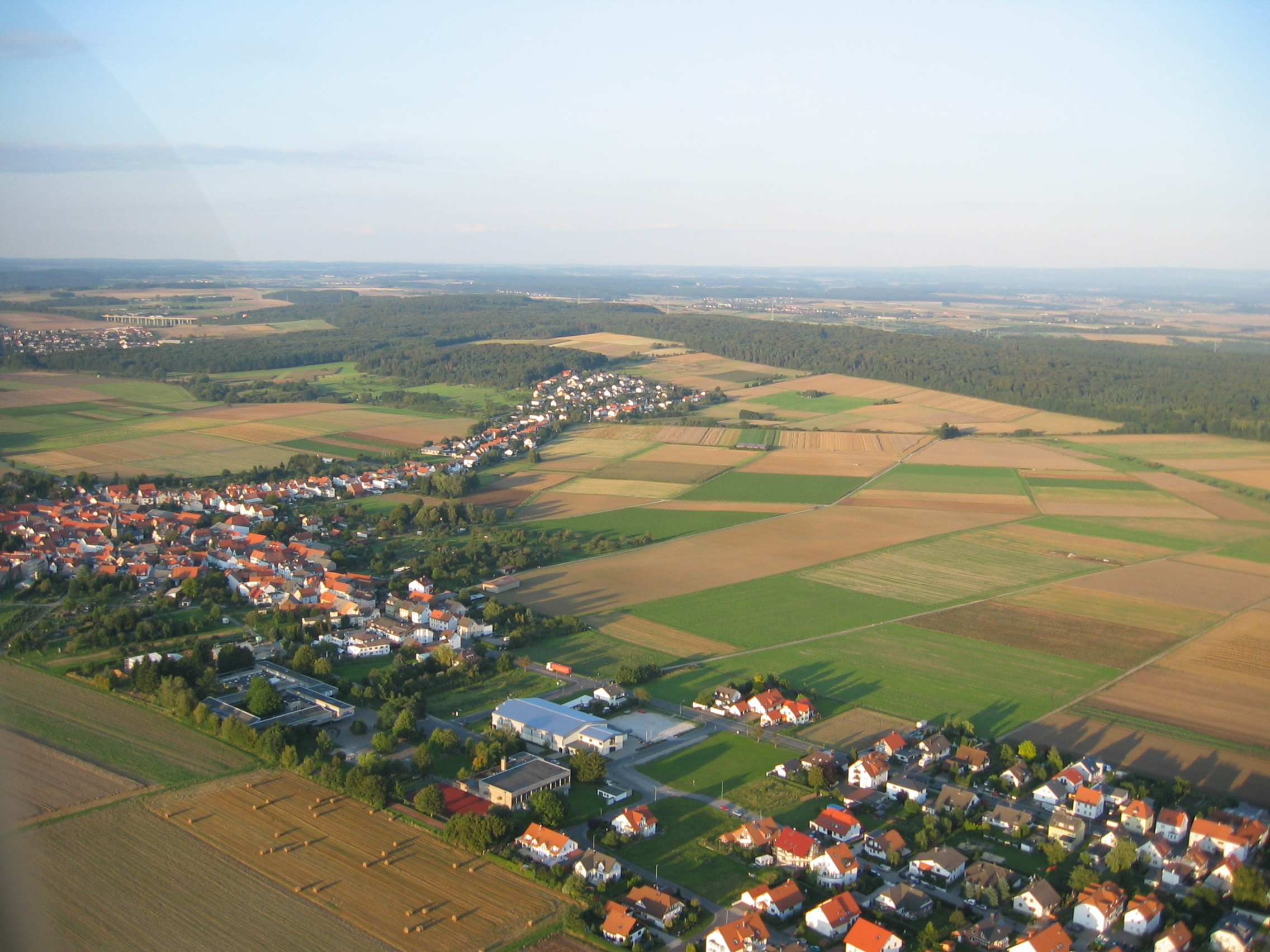
Luftbild von Kirch-Göns im Spätsommer, aus Südwesten

Kirch-Göns liegt im hessischen Wetteraukreis und ist der nördlichste Stadtteil der Stadt Butzbach mit etwa 1400 Einwohnern. Der Nachbarort von Kirch-Göns ist Pohl-Göns.

## Geschichte

### Ortsgeschichte
Vermutlich 1015 schenkte Kaiser Heinrich II. dem Kloster Michelsberg zu Bamberg zahlreiche königliche Höfe, so auch einen Teil des Reichsgutes in Kirch-Göns. Das Bestehen eines Ortes mit dem Namen Kirchunnesse ist für die Zeit ab 1145/53 urkundlich belegt. 1541 wurde mit dem ersten evangelischen Pfarrer Ebert die Reformation eingeführt.
Kirch-Göns gehörte zu dem Teil des Amtes Hüttenberg, einem nassauisch-hessischen Kondominat, der bei der Teilung von 1703 an die Landgrafschaft Hessen-Darmstadt fiel. Hier gehörte es zum hessischen Amt Hüttenberg.
1803 fasste die Landgrafschaft ihre nördlich des Mains gelegenen Gebiete in dem Fürstentum Oberhessen (später: Provinz Oberhessen) zusammen, wo nun auch Kirch-Göns lag. 1806 wurde die Landgrafschaft von Napoleon zum Großherzogtum Hessen erhoben. Dieses führte 1821 eine Verwaltungsreform durch, in der das Amt Hüttenberg aufgelöst wurde. Übergeordnete Verwaltung war nun der Landratsbezirk Gießen, zuständiges Gericht das Landgericht Gießen.
Die Statistisch-topographisch-historische Beschreibung des Großherzogthums Hessen berichtet 1830 über Kirch-Göns:

„Kirchgöns (L. Bez. Giessen) evangel. Pfarrdorf; liegt an dem Günsbach, so wie an der von Giessen nach Frankfurt ziehenden Chaussee, 2 1⁄2 St. von Giessen entfernt, hat 86 Häuser und 482 Einwohner, die außer 16 Juden evangelisch sind, sodann 1 Kirche und 1 Rathhaus. – Der Name der Gönser Mark, so wie eines Dorfes Göns (Gunnissen, Gunnisheim) wird in sehr alten Nachrichten erwähnt. Im Jahr 1703 kam der Ort aus der Gemeinschaft mit Nassau-Weilburg, ausschließend an Hessen. Den 15. Juli 1815 brannten hier 51 Gebäude ab, wofür die Brandentschädigung 12,592 fl. 10 kr. betrug.“

Kirch-Göns gehörte zum Gebiet des Gemeinen Rechts, das hier ohne die Überlagerung von Partikularrecht galt. Dieses behielt seine Geltung auch während der Zugehörigkeit zum Großherzogtum Hessen im 19. Jahrhundert, bis es zum 1. Januar 1900 von dem einheitlich im ganzen Deutschen Reich geltenden Bürgerlichen Gesetzbuch abgelöst wurde.
Hessische Gebietsreform (1970–1977)
Im Zuge der Gebietsreform in Hessen wurde die Gemeinde Kirch-Göns, am 1. August 1972 kraft Landesgesetz mit weiteren Gemeinden, in die Stadt Butzbach eingegliedert. Für Kirch-Göns wurde wie für die übrigen Stadtteile ein Ortsbezirk mit Ortsbeirat und Ortsvorsteher eingerichtet.

### Verwaltungsgeschichte im Überblick
Die folgende Liste zeigt die Staaten und Verwaltungseinheiten, denen Kirch-Göns angehört(e):
- 1017: Heiliges Römisches Reich, Lahngau, Grafschaft des Grafen Gerlach (in pago Logenahi in comitatu Gerlachi comitis)
- 14. Jahrhundert: Heiliges Römisches Reich, Amt Hüttenberg (Kondominium: Grafschaft Nassau und  Landgrafschaft Hessen)
- ab 1567: Heiliges Römisches Reich,  Amt Hüttenberg (Kondominium: Grafschaft Nassau und Landgrafschaft Hessen-Marburg)[12]
- 1604–1648: hessischer Anteil strittig zwischen Landgrafschaft Hessen-Darmstadt und Landgrafschaft Hessen-Kassel (Hessenkrieg)
- ab 1604: Heiliges Römisches Reich, Amt Hüttenberg (Kondominium: Grafschaft Nassau-Weilburg und Landgrafschaft Hessen-Darmstadt)
- ab 1703: Heiliges Römisches Reich, Landgrafschaft Hessen-Darmstadt, Oberfürstentum Hessen, Amt Hüttenberg[13]
- ab 1806: Großherzogtum Hessen,[Anm. 2] Fürstentum Oberhessen, Amt Hüttenberg[14]
- ab 1815: Großherzogtum Hessen, Provinz Oberhessen, Amt Hüttenberg
- ab 1821: Großherzogtum Hessen, Provinz Oberhessen, Landratsbezirk Gießen[Anm. 3]
- ab 1832: Großherzogtum Hessen, Provinz Oberhessen, Kreis Grünberg
- ab 1837: Großherzogtum Hessen, Provinz Oberhessen, Landkreis Gießen
- ab 1840: Großherzogtum Hessen, Provinz Oberhessen,  Kreis Friedberg
- ab 1848: Großherzogtum Hessen, Regierungsbezirk Friedberg
- ab 1852: Großherzogtum Hessen, Provinz Oberhessen, Kreis Friedberg
- ab 1867: Norddeutscher Bund,[Anm. 4] Großherzogtum Hessen, Provinz Oberhessen, Kreis Friedberg
- ab 1871: Deutsches Reich, Großherzogtum Hessen, Provinz Oberhessen, Kreis Friedberg
- ab 1918: Deutsches Reich (Weimarer Republik), Volksstaat Hessen, Provinz Oberhessen, Kreis Friedberg
- ab 1938: Deutsches Reich, Volksstaat Hessen, Landkreis Friedberg[15][Anm. 5]
- ab 1945: Amerikanische Besatzungszone,[Anm. 6] Groß-Hessen, Regierungsbezirk Darmstadt, Landkreis Friedberg
- ab 1946: Amerikanische Besatzungszone, Hessen, Regierungsbezirk Darmstadt, Landkreis Friedberg
- ab 1949: Bundesrepublik Deutschland, Hessen, Regierungsbezirk Darmstadt, Landkreis Friedberg
- ab 1972: Bundesrepublik Deutschland, Hessen, Regierungsbezirk Darmstadt, Wetteraukreis, Stadt Butzbach

### Gerichte
Seit Ende des 14. Jahrhunderts lag Kirch-Göns im Bezirk des Gerichts Hüttenberg.  In der Landgrafschaft Hessen-Darmstadt wurde mit Ausführungsverordnung vom 9. Dezember 1803 das Gerichtswesen neu organisiert. Für das Fürstentum Oberhessen (ab 1815 Provinz Oberhessen) wurde das „Hofgericht Gießen“ eingerichtet. Es war für normale bürgerliche Streitsachen Gericht der zweiten Instanz, für standesherrliche Familienrechtssachen und Kriminalfälle die erste Instanz. Die Rechtsprechung der ersten Instanz wurde durch weiter durch die Ämter, hier das Amt Hüttenberg ausgeübt.
Mit Bildung der Landgerichte im Großherzogtum Hessen war ab 1821 das Landgericht Gießen das Gericht erster Instanz. Die zweite Instanz war weiter das Hofgericht Gießen. In der erstinstanzlichen Rechtsprechung wechselte die Zuständigkeit:
- 1827: Stadtgericht Gießen; zweite Instanz: Hofgericht Gießen
- 1840: Landgericht Butzbach; zweite Instanz: Hofgericht Gießen
- 1879: Amtsgericht Butzbach; zweite Instanz: Landgericht Gießen
- 2005: Amtsgericht Friedberg; zweite Instanz: Landgericht Gießen

## Bevölkerung

### Einwohnerstruktur 2011
Nach den Erhebungen des Zensus 2011 lebten am Stichtag dem 9. Mai 2011 in Kirch-Göns 1386 Einwohner. Darunter waren 36 (2,6 %) Ausländer. Nach dem Lebensalter waren 252 Einwohner unter 18 Jahren, 525 zwischen 18 und 49, 270 zwischen 50 und 64 und 336 Einwohner waren älter. Die Einwohner lebten in 531 Haushalten. Davon waren 153 Singlehaushalte, 165 Paare ohne Kinder und 173 Paare mit Kindern, sowie 30 Alleinerziehende und 9 Wohngemeinschaften. In 120 Haushalten lebten ausschließlich Senioren und in 339 Haushaltungen lebten keine Senioren.

### Einwohnerentwicklung
| • 1806: | 419 Einwohner, 84 Häuser            |
| • 1829: | 482 Einwohner, 86 Häuser            |
| • 1867: | 639 Einwohner, 106 bewohnte Gebäude |
| • 1875: | 616 Einwohner, 112 bewohnte Gebäude |

| Kirch-Göns: Einwohnerzahlen von 1791 bis 2022 | Kirch-Göns: Einwohnerzahlen von 1791 bis 2022 | Kirch-Göns: Einwohnerzahlen von 1791 bis 2022 | Kirch-Göns: Einwohnerzahlen von 1791 bis 2022 | Kirch-Göns: Einwohnerzahlen von 1791 bis 2022 |
| --- | --------------------------------------------- | --------------------------------------------- | --------------------------------------------- | --------------------------------------------- |
| Jahr |                                               |                                               |                                               | Einwohner                                     |
| 1791 | 1791                                          |                                               | 400                                           | 400                                           |
| 1800 | 1800                                          |                                               | 400                                           | 400                                           |
| 1806 | 1806                                          |                                               | 419                                           | 419                                           |
| 1829 | 1829                                          |                                               | 482                                           | 482                                           |
| 1834 | 1834                                          |                                               | 513                                           | 513                                           |
| 1840 | 1840                                          |                                               | 582                                           | 582                                           |
| 1846 | 1846                                          |                                               | 604                                           | 604                                           |
| 1852 | 1852                                          |                                               | 608                                           | 608                                           |
| 1858 | 1858                                          |                                               | 581                                           | 581                                           |
| 1864 | 1864                                          |                                               | 638                                           | 638                                           |
| 1871 | 1871                                          |                                               | 613                                           | 613                                           |
| 1875 | 1875                                          |                                               | 616                                           | 616                                           |
| 1885 | 1885                                          |                                               | 639                                           | 639                                           |
| 1895 | 1895                                          |                                               | 632                                           | 632                                           |
| 1905 | 1905                                          |                                               | 665                                           | 665                                           |
| 1910 | 1910                                          |                                               | 699                                           | 699                                           |
| 1925 | 1925                                          |                                               | 786                                           | 786                                           |
| 1939 | 1939                                          |                                               | 849                                           | 849                                           |
| 1946 | 1946                                          |                                               | 1.360                                         | 1.360                                         |
| 1950 | 1950                                          |                                               | 1.404                                         | 1.404                                         |
| 1956 | 1956                                          |                                               | 1.330                                         | 1.330                                         |
| 1961 | 1961                                          |                                               | 1.285                                         | 1.285                                         |
| 1967 | 1967                                          |                                               | 1.368                                         | 1.368                                         |
| 1970 | 1970                                          |                                               | 1.335                                         | 1.335                                         |
| 1980 | 1980                                          |                                               | ?                                             | ?                                             |
| 1990 | 1990                                          |                                               | ?                                             | ?                                             |
| 2008 | 2008                                          |                                               | 1.418                                         | 1.418                                         |
| 2010 | 2010                                          |                                               | 1.430                                         | 1.430                                         |
| 2011 | 2011                                          |                                               | 1.386                                         | 1.386                                         |
| 2015 | 2015                                          |                                               | 1.443                                         | 1.443                                         |
| 2022 | 2022                                          |                                               | 1.375                                         | 1.375                                         |
| Datenquelle: Historisches Gemeindeverzeichnis für Hessen: Die Bevölkerung der Gemeinden 1834 bis 1967. Wiesbaden: Hessisches Statistisches Landesamt, 1968. Weitere Quellen: LAGIS; nach 1970: Stadt Butzbach; Zensus 2011 |                                               |                                               |                                               |                                               |

### Historische Religionszugehörigkeit
| • 1829: | 466 evangelische (= 96,68 %), 16 jüdische (= 3,32 %) Einwohner      |
| • 1961: | 991 evangelische (= 77,12 %), 273 katholische (= 21,25 %) Einwohner |

Eine jüdische Gemeinde konnte sich nach dem Zweiten Weltkrieg nicht mehr entwickeln. In Kirch-Göns erinnern noch der jüdische Friedhof sowie an der Hauptstraße 36 vier Stolpersteine an die ehemals jüdische Bevölkerung.

## Politik

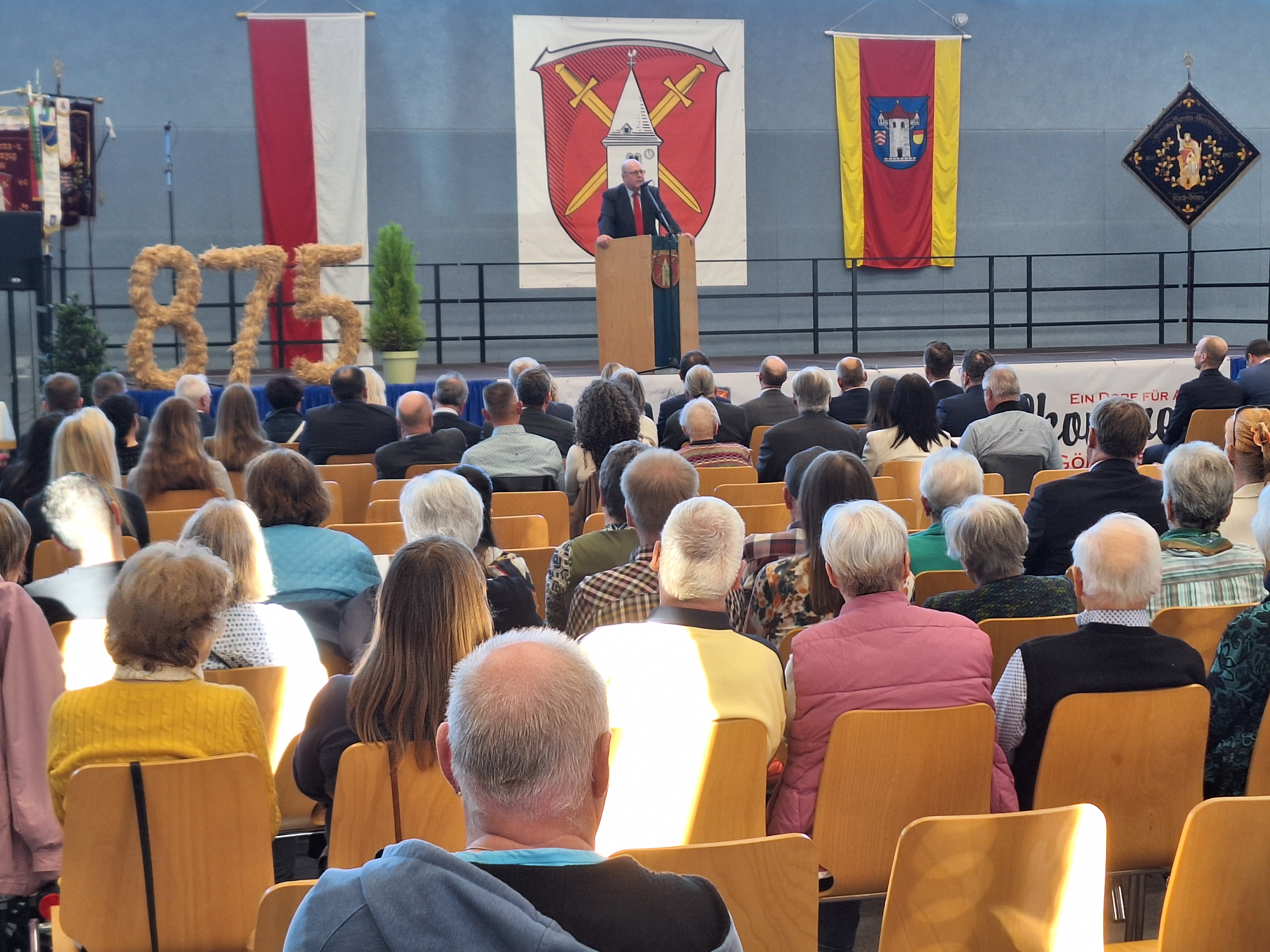
Feier 875 Jahre Ortsteil Kirch-Göns am 22. März 2025, Begrüßung durch den Butzbacher Ehrenbürgermeister Michael Merle, i. R.

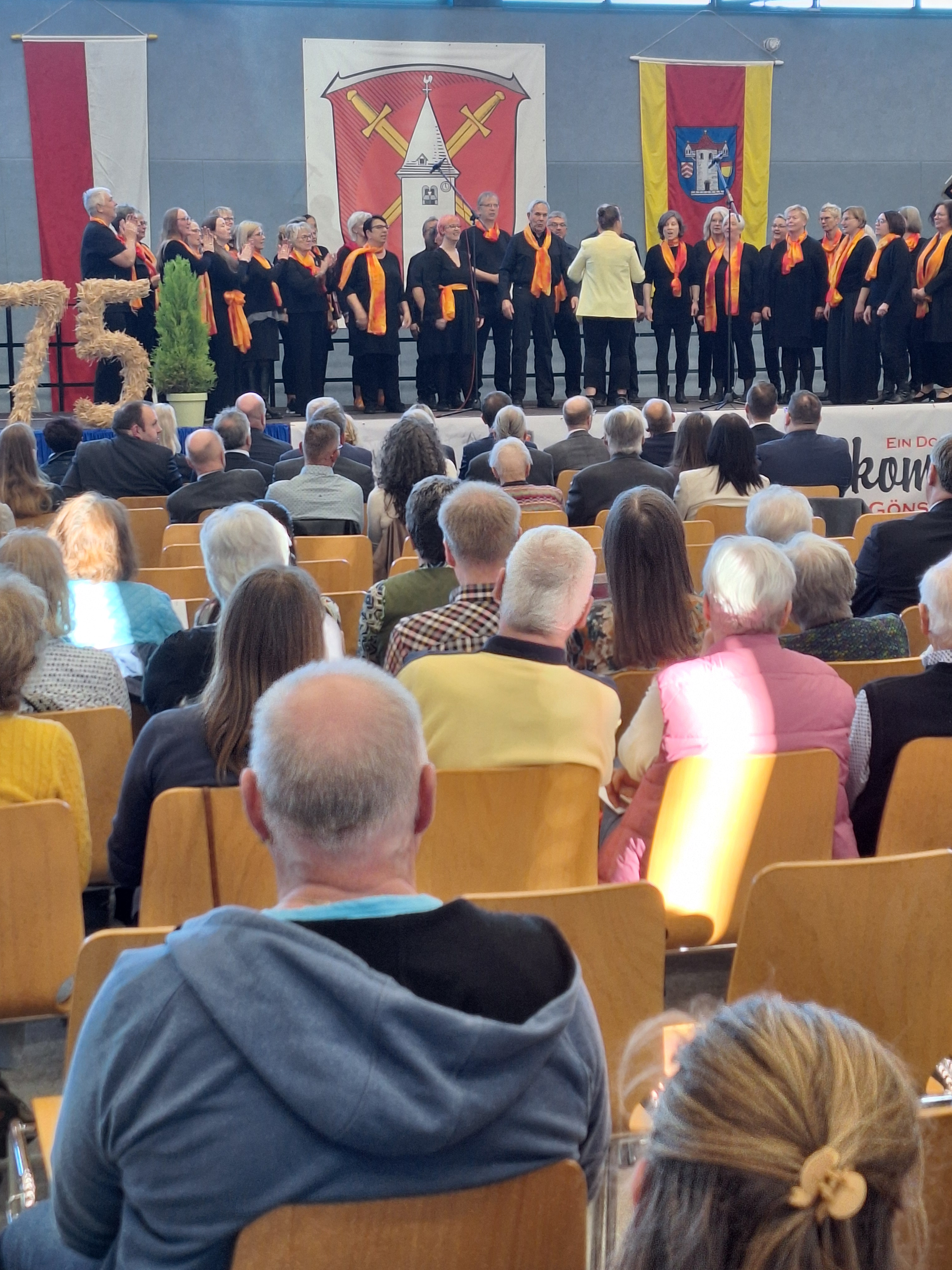
Kirch Gönser Gospelchor “Let it shine” an der 875 Jahrfeier. Im Hintergrund das offizielle Wappen des Ortsteils Kirch-Göns.

Ortsvorsteher ist Stefan Euler von der CDU.

## Wappen
Das Wappen wurde am 8. September 1969 durch das Hessische Innenministerium genehmigt.
Blasonierung: „In Rot über zwei gekreuzten goldenen Schwertern ein silberner Kirchturm mit goldener Tür und romanischem Doppelfenster, bekrönt von einem rechtsgewendeten Hahn über einem rhombisch gefassten Turmkreuz.“

## Wirtschaft und Infrastruktur
Bekannt war der Ortsteil vor allem unter den in Deutschland stationierten US-amerikanischen Soldaten, da sich hier die große Ayers-Kaserne mit bis zu 6500 Soldaten befand, die 1997 geschlossen wurde. Im Jahre 2003 wurde das 104 Hektar große Gelände von einer international tätigen Spedition aus dem benachbarten Niederkleen übernommen. Das Gelände erhielt den Namen Magna Park und entwickelte sich zu einem Logistikpark mit Niederlassungen von u. a. UPS, Bosch und Lidl.
Verkehr:
In Kirch-Göns (Bahnhofsbezeichnung: Kirch Göns) halten Regionalbahnen der Main-Weser-Bahn (Frankfurt–Gießen–Kassel). Die Bundesstraße 3 führt als Ortsumgehung am Ort vorbei und geht beim vier Kilometer entfernten Lang-Göns nahtlos in die beginnende Bundesautobahn 485 über.
Infrastruktur:
Kirch-Göns hat in den letzten Jahren wichtige Infrastruktur verloren (keine Metzgerei, keine Bäckerei), hingegen seit Mai 2021 ein neues Feuerwehrhaus erhalten. Zudem ist eine gut ausgestattete Mehrzweckhalle vorhanden, die neben Sportveranstaltungen auch für Konzerte benutzt wurde.
In Kirch-Göns gibt es die Gönser Grundschule sowie einen Kindergarten.